# Дельта (спецпідрозділ)
«Де́льта» (англ. Delta Force) або 1-й загін сил спеціальних операцій «Дельта» (англ. 1st Special Forces Operational Detachment-Delta (1st SFOD-D)) — один з найбільш засекречених підрозділів першого рівня таємності сил спеціальних операцій Збройних сил США (англ. Special Operations Forces Tier System), пріоритетним завданням якого є боротьба з тероризмом та виконання задач спеціальних операцій. Спецпідрозділ носить загальновживану назву «Дельта», та офіційно знаходиться під безпосереднім керівництвом Міністерства оборони США, як Бойова виконавча група. Це формування є одним з найбільш елітних підрозділів сил спеціальних операцій США, які об'єднуються під керівництвом Командування спеціальних операцій США у складі сухопутного компоненту Об'єднаного Командування спеціальних операцій.

## Історія
Бойовий підрозділ «Дельта», що призначався для виконання спеціальних завдань, які не мали нічого спільного із звичайною тактикою дій в діяльності ані військових, ані поліцейських, був сформований після низки гучних інцидентів у 1970-х, пов'язаних з терористичними атаками того часу. Розмова про створення особливого формування для виконання так званих «чорних» завдань та задач іншого роду, циркулювала серед політичного та військового керівництва країни тривалий час ще з початку 1960-х років, проте лише із зростанням терористичної загрози плани перетворилися на реальні дії.
Одним з ключових ініціаторів та засновників «Дельти» став офіцер сил спеціальних операцій армії США Чарльз Беквіт, який був відряджений до складу британської спеціальної повітряної служби. Після отримання багатої практики, Беквіт повернувся до США та запропонував деталізовано опрацьований рапорт загроз для армії США, у випадку, якщо американці не будуть мати спеціального формування подібного до SAS. На той час основний наголос у підготовці сил спеціальних операцій сухопутних військ робився на опрацюванні варіантів ведення бойових дій нетрадиційними методами у звичайній війні. Беквіт виступив з критикою, наголошуючи на тому, що армії потрібні «не лише вчителі, а й виконавці».
Він запропонував створення високомобільних, повністю автономних невеликих бойових груп, підготовлених у найширшому спектрі бойових дій для безпосереднього виконання прямих акцій та контртерористичної боротьби. Попри усі намагання Беквіта запевнити високопосадовців у крайній необхідності формування цього підрозділу, він зіткнувся з відвертою або прихованою протидією керівництва, що просто не бажало створювати нову структуру поза межами існуючих Сил спеціальних операцій та змінювати самі методи їх підготовки. Врешті-решт у середині 1970-х, на фоні постійно зростаючої терористичної загрози, Беквіту вдалося добитися рішення на початок формування підрозділу.
Беквіт оцінював, що на повну підготовку цього формування знадобиться 24 місяці або 2 роки. Для прискорення цього процесу на базі 5-ї групи сил спеціальних операцій армії була сформована невелика контртерористична група «Блакитній світ», що маяла діяти до повного завершення підготовки «Дельти».
4 листопада 1979 року, незабаром після завершення формування спецпідрозділу, в Ірані відбулася Ісламська революція та 53 працівника американської амбасади в Тегерані були захоплені в заручники. Для виконання складного завдання щодо визволення захоплених на «Дельту» була покладене завдання проведення операції «Орлиний кіготь». Метою операції було визначено приховане проникнення на територію країни та звільнення заручників із застосуванням сили в ніч з 24 на 25 квітня 1980. Операція закінчилася провалом через проблеми, які виникли в ході її першої стадії. Спеціальна комісія, що розслідувала крах операції, виявила 23 причини, що вплинули на дії спецпідрозділу, у тому числі відсутність єдиного командування операцією, зіткнення вертольота та літака-заправника, технічних проблем з авіатранспортом (унаслідок чого лише 5 з 8 запланованих вертольотів взяли участь в операції) та низку інших питань.
Після провалу операції американський уряд негайно сформував низку спеціальних частин для виконання спеціальних завдань. 160-й авіаційний полк спецоперацій («Нічні сталкери»), призначався для доставлення/евакуації особового складу в ході операцій. Морські котики (SEAL) виконували завдання на морському просторі та прибережній зоні. Об'єднане Командування спеціальних операцій було створено безпосередньо для здійснення контролю та координації між різними видами збройних сил, як під час тренувань, так й під час самих операцій.

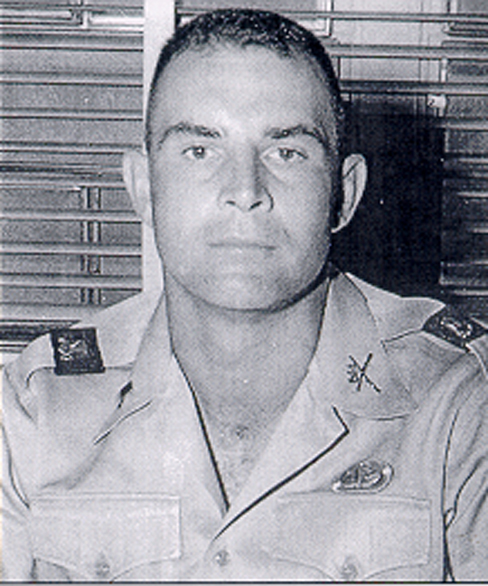
Засновник «Дельти» полковник Чарльз Беквіт

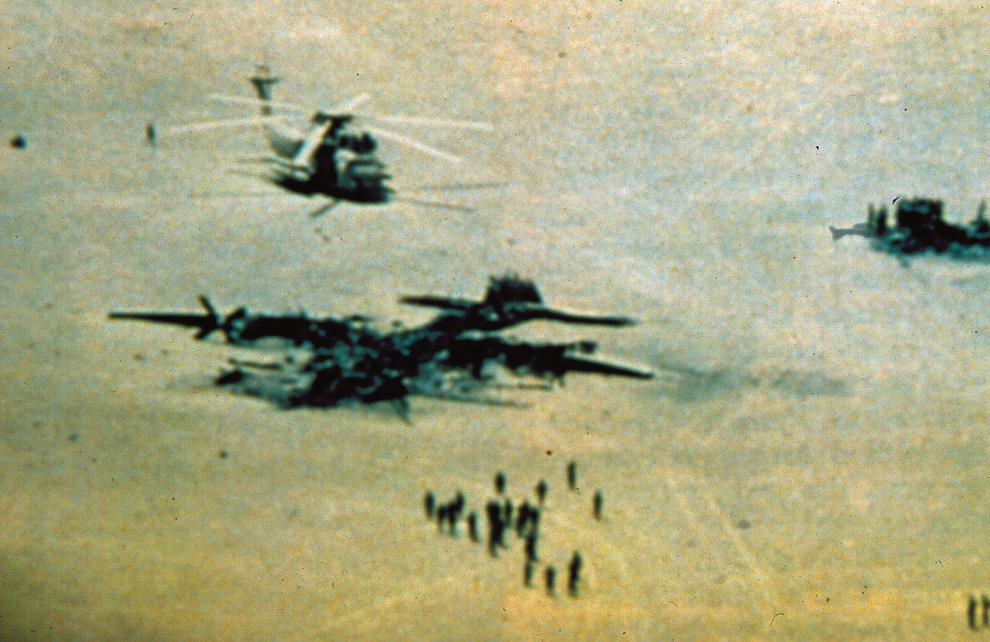
Залишки вертольотів та літаку на місті району зосередження спецпідрозділу «Дельта» в ході проведення операції «Орлиний кіготь». Іран. Квітень 1980

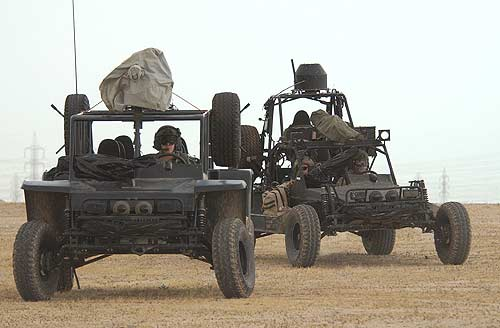
Патрульні машини «Дельти» для дій в умовах пустелі

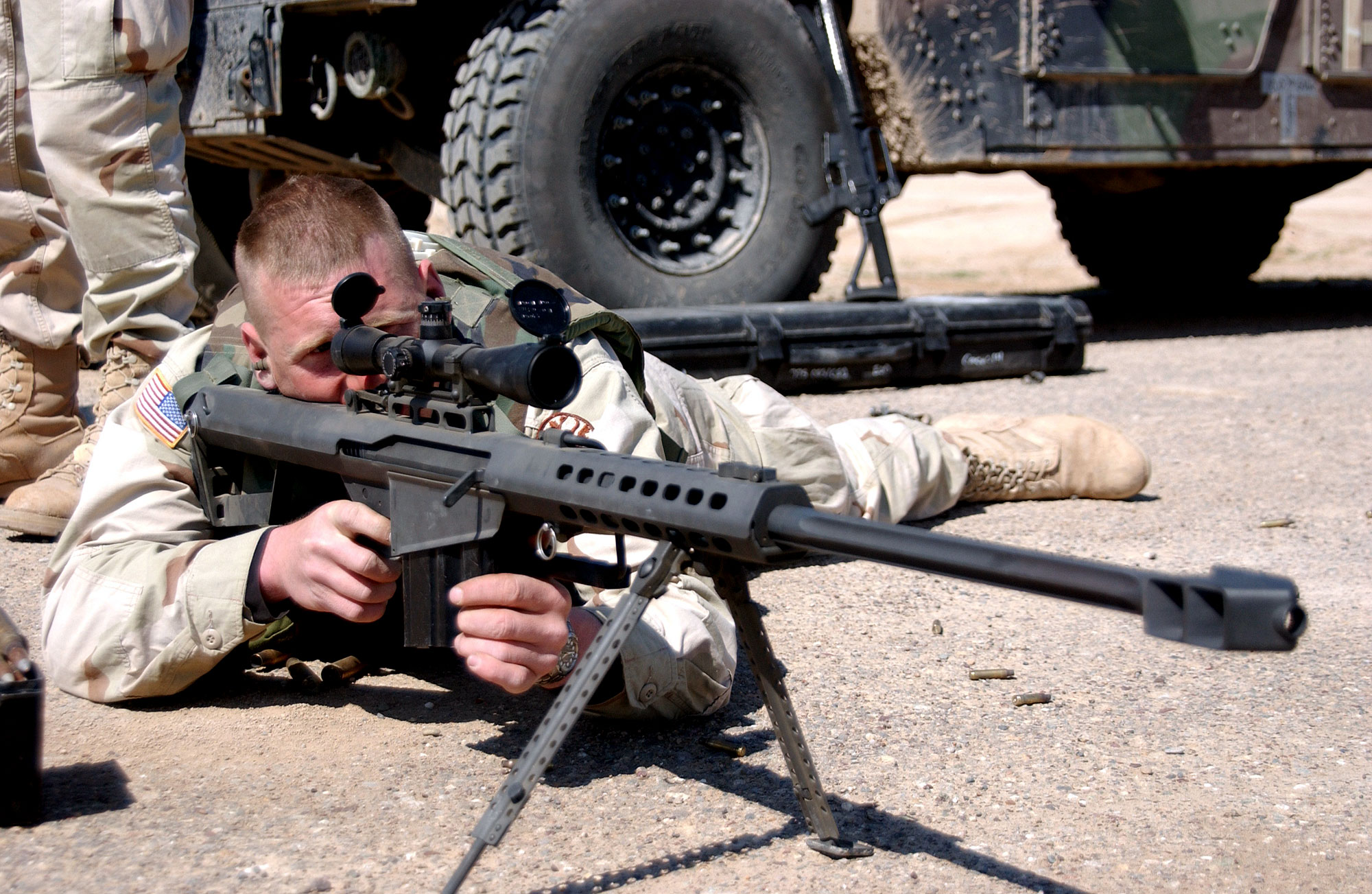
Великокаліберна снайперська гвинтівка оперативників «Дельта» Barrett M82

## Організація та структура

### Організаційно-штатна структура

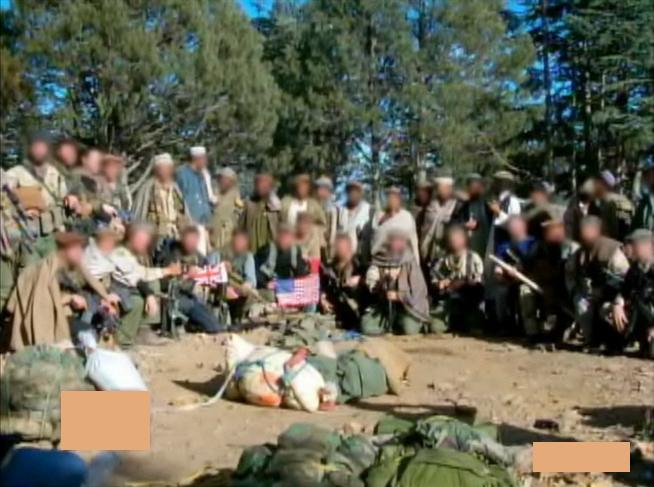
Спецпідрозділи «Дельта» та Спеціальна човнова служба (Велика Британія) в районі Тора-Бора. Афганістан. 2001

1-й загін сил спеціальних операцій «Дельта» знаходиться в оперативному підпорядкуванні Командування сил спеціальних операцій армії США (англ. US Army Special Operations Command (USASOC), проте під час проведення спеціальних операцій керівництво здійснюється Об'єднаним Командуванням спеціальних операцій. Уся інформація, що стосується цього підрозділу належить до категорії «цілком таємно» й тому достовірні дані про його підготовку, структуру, укомплектованість, завдання тощо не можливо знайти у відкритих джерелах інформації. Ряд свідчень, у тому числі книга колишнього головного сержант-майора Еріка Л. Хейні «Дельта Форс: погляд зсередини» дає дані, що приблизна чисельність загону становить від 800 до 1000 чоловік.
Структура «Дельти» включає такі елементи:
- D — командування та контроль (штаб);
- E — розвідка, зв'язок та адміністративна підтримка (у тому числі медичне, фінансове забезпечення, логістика, дослідження та розвитку, технологій та електроніки тощо);
- F — відділ операцій (бойові групи);
- Група медичного забезпечення, що складається із секцій спеціальних докторів, які дислокуються у Форті Брегг і на інших секретних базах країни, щоб надавати необхідну медичну допомогу.
- Група оперативного забезпечення, що також отримала прізвисько «взвод веселунів» (англ. The Funny Platoon) — внутрішня розвідка підрозділу «Дельта». Група з'явилася після довгого суперництва з Управлінням допоміжною розвідкою (англ. Intelligence Support Activity). Її мета — проникнення в країну перед тим, як «Дельта» почне свою операцію.
- Авіаційна ескадрилья. Хоча «Дельта» переважно тісно співпрацює з 160-м авіаційним полком спеціальних операцій, а американські Повітряні сили організовують перевезення її на й з бойових завдань і тренувань, проте, існує невелика авіаційна ескадрилья для внутрішніх авіаперевезень. Авіаційна ескадрилья складається з 12 вертольотів AH-6 «Атака» та MH-6 «Транспорт» (хоча, можливо, ці цифри зросли). Залишається невідомою інформація, яким чином готуються пілоти цієї ескадрильї, можливо їх рекрутують з ВПС США, можливо з 160-го АПСО (SOAR) або це спеціально підготовлені оперативники «Дельти».
- Оперативно-дослідницька секція
- Тренувальне крило.

Організаційно-штатна структура «Дельти» ідентична структурі британського 22-го полку Спеціальної повітряної служби, формування яке надихнуло Чарльза Беквіта. У статті "Не найкращий день для смерті: Негласна історія про Операцію «Анаконда», що вийшла у світ у щотижневій газеті «Армі Таймс» (англ. Army Times), журналіст Шон Нейлор розповідає, що штат загонів «Дельти» становить близько 1000 оперативників. Нейлор так само стверджує, що орієнтовно 250 з них навчені спеціальній техніці швидкого реагування і розвідувальним операціям. Основні три оперативні підрозділи «Дельти»:
- рота «А»;
- рота «В»;
- рота «С».

Кожна з трьох рот має ідентичний британському SAS штат й має 75-80 оперативників. Рота може поділятися на 3 загони — один розвідувально-снайперський загін та 2 штурмові, які мають усі властивості виконувати завдання як у складі загону, так й бойовими групами (командами) по 4-6 оперативників.

### Комплектування
Практично усі рекрути «Дельти-Форс» набираються з підрозділів Сил спеціальних операцій армії США (англ. United States Army Special Forces) та з 75-го полку армійських рейнджерів США (англ. 75th Ranger Regiment), але деякі оператори приходять з інших військових частин. З 1990-х американська армія оголосила набір до першого підрозділу SFOD-D, який належить до загону «Дельта». Хоча офіційно армійське командування жодного разу не оголошувало про набір рекрутів до цього формування, оголошення про набір з'явилося в газеті «Параглайд» (англ. Paraglide), що видається у Форт Брегг, з посиланнями на загін «Дельта» наступного вмісту «… керівництво армійських сил спеціальних операцій організовує спеціальний добір фахівців для формування, що з хірургічною точністю виконує місії швидкого реагування, пов'язані із застосуванням великої кількості всіляких унікальних здібностей під час цих спеціальних операцій.» Ті, що бажають, повинні бути суто чоловічої статі, у військовому званні від Е-4 до Е-8, мати мінімум 2 роки військової служби в армії США, вік від 21 року і старше, мати рейтинг GT не менше 110 балів за тест з військової професійної підготовки (англ. Armed Services Vocational Aptitude Battery) та пройти співбесіду, щоб бути прийнятим.

### Процес відбору кандидатів
У книзі Еріка Л. Хейні «Дельта Форс: погляд зсередини» детально описується процес відбору кандидатів до спецпідрозділу. Хейні пише, що курс починався із стандартних фізичних тестів, що включають: віджимання, присідання і біг на 2 милі (3,2 км), а також переповзання в перевернутому положенні й плавання на 100 м у повному екіпіруванні. Після цього відібрані кандидати проходили серію завдань з військового орієнтуванню на місцевості на дистанції 29 км, завдання з нічного орієнтування з вантажем 18 кг за плечима. З кожним наступним марш-кидком вага рюкзака і дистанція збільшуються, а час проходження скорочується. Завдання закінчуються, коли кандидати будуть здатні успішно пройти 64-км марш з 20 кг за плечима по складній пересічній місцевості. Хейні стверджує, що лише старші офіцери та сержанти, що відповідають за перевірку тесту, могли знати встановлений ліміт часу, але всі оцінки, відбіркові завдання і умови встановлюються кадровим складом «Дельти».
Тестування на розумові здібності розпочинається із серії психологічних іспитів. Після їх проходження кандидат потрапляє на розширену раду інструкторів «Дельти» на чолі з їх командиром у присутності фахівців-психологів, де вони задають масу питань кандидатові, аналізуючи його відповіді і поведінку водночас намагаючись морально його виснажити. Потім командир спецпідрозділу виголошує остаточний вердикт, приймають вони кандидата до лав «Дельти» чи ні. Якщо кандидат був вибраний стати оперативником «Дельти», то він проходить 6-місячний інтенсивний тренувальний курс оперативника (англ. Operator Training Course (OTC), де він вивчає техніку боротьби з тероризмом, а також контррозвідувальну діяльність. До програми курсу включена також вогнева підготовка з різних видів зброї та інші програми навчання.

### Тренування оперативників «Дельти»
Курс оперативної підготовки, відповідно до книги Хейні, складається з таких етапів.

#### Вогнева підготовка
Ті, що навчаються, розпочинають зі стрільби по стаціонарним цілям на незначній відстані, до досягнення виключної влучності ураження цілей. Поступово вони переходять до відпрацювання елементів стрільби по рухомим цілям.
По досягненню відмінних результатів стрільби, навчаємі переходять до опрацювання специфіки стрільби у приміщеннях, спочатку діючи поодинці, потім парою, за цим у складі трійки та врешті-решт у складі бойової групи. Поступово умови виконання вправ все більш ускладнюються: в приміщеннях крім «противника» розташовуються мішені, що імітують заручників.

#### Підривна справа
Ті, що навчаються, на цих заняттях вивчають різні способи підриву об'єктів, у тому числі автомобілів та сейфів. Згодом проводиться навчання порядку застосування підручних матеріалів для створення саморобних вибухових пристроїв.

#### Напрацювання різнорідних навичок
Фахівці та експерти різних секретних служб, як ФБР, ФАС тощо, беруть участь у проведенні низки занять, спрямованих на запровадження та розвиток специфічних навичок та знань. Наприклад, американська авіакомпанія Delta Air Lines дозволяє проведення тренувальних занять на своїх літаках.
Бойові групи, використовуючи здобуті знання та здібності у снайпінгу, підривній справі відшліфовують свої навички на тренуваннях по звільненню заручників, знищенню або захопленню терористів під час штурму будівель, літаків та інших споруд та об'єктів. Усі навчаємі отримують практику у виборі найкращої позиції для снайпера, попри те, входять вони до складу снайперської групи чи ні. Найвища стадія підготовки оперативників включає вправи, коли замість манекенів та мішеній, роль заручників та терористів виконують члени «Дельти». Для напрацювання впевненості та укріплення довіри до кожного вправа при цьому виконується з бойовими набоями.

#### Майстерність шпигунства (так зване «торговельне мистецтво»)
Експерти ЦРУ навчають студентів різним якостям та навичкам, пов'язаним із шпіонажем, закладенням тайників, прихованим зустрічам з інформаторами, роботі з сигнальними засобами, спостереженням, стеженню та контрстеженню.

#### Практичний захист
На заняттях такого роду, під керівництвом високонавчених експертів, учні, отримують поширені знання з практики водіння, будь-якого виду транспорту, та використання його з метою нападу та захисту. Згодом вони опрацьовують ці навички на тренуваннях із захисту високопосадовців з числа VIP-осіб та дипломатів

#### Завершальний іспит
На фінальній стадії навчання оперативники повинні пройти усі ступені випробування на фоні обстановки, що динамічно розвивається із демонстрацією усіх своїх знань та умінь.
З метою підтримання належного рівня готовності «Дельта» співпрацює з іноземними військовими формуваннями спеціальних операцій, такими як Австралійський полк SAS, Британський SAS, Канадський JTF-2, французький GIGN, німецький KSK, ізраїльський SM. Нерідко свої тренування «Дельта» проводить одночасно з тренуваннями інших американських контртерористичних підрозділів, таких як HRT ФБР і DEVGRU, відомого як Navy SEAL Team Six.

### Зовнішні атрибути спецпідрозділу
Через унікальну специфіку цього підрозділу Пентагон ретельно відстежує будь-які публікації що можуть пролити інформацію про загін «Дельта» і відмовляються коментувати його секретні завдання. Оперативникам «Дельти» максимально гарантована безперешкодна рухливість, гнучкість і автономність дій. Приховуючи свою належність до «Дельти», вони дуже рідко носять військову форму одягу, а цивільний одяг є нормальним як у службовий так й у позаслужбовий час. Якщо під час виконання завдань вони вимушені носити військову форму, вона немає жодних ознак знаків розрізнення, прізвищ тощо.
Військовослужбовцям спецпідрозділу дозволяється носити будь-яку зачіску, а також бороду чи вуси за власним бажанням. Таким чином, будь-які натяки на їх належність до збройних сил відсутні.

### Оперативники
У внутрішньому середовищі американських сил спеціальних операцій терміном «оперативники» або «оператори» іменують лише одну категорію спецназівців — професіоналів, які вдало пройшли відбірний курс до 1-го загону сил спеціальних операцій «Дельта» та відповідний курс оперативної підготовки. Вперше термін «оперативник» запропонували для визначення різниці між оперативним та неоперативним персоналом, тобто тими, хто бере безпосередню участь у спецопераціях та забезпечує їх. Усі інші спецпідрозділи збройних сил США (Special Forces, Rangers, PJ, та SEALs) використовують лише їм притаманні терміни для визначення фахівців своїх бойових підрозділів («зелені берети», армійські рейнджери, морські котики, парарятувальники, агенти ФБР тощо).
Однак з початку 2000-х термін «оперативник» («оператори») надбав більш широкого розповсюдження: оперативниками зараз звуть майже усіх представників сил спеціальних операцій.

### Операції та таємні акції «Дельти»
Переважна більшість спеціальних операцій та таємних акцій, що виконувалися «Дельтою», залишається цілком таємною інформацією та навряд чи буде відома широкій публіці. Разом з цим, деякі деталі та факти участі оперативників «Дельти» у найвідоміших спецопераціях набули публічного викриття. У багатьох випадках участь професіоналів спецпідрозділу була або відмінена або плани проведення змінилися. Найбільш відомі військові операції, де спецназівці брали участь включають наступний список:

#### Операція «Орлиний кіготь»
Перша бойова задача на проведення «Дельтою» спеціальної операції була отримана вночі 4 листопада 1979 року, відразу ж після успішного завершення спецпідрозділом повного курсу підготовки до застосування, коли натовп іранських студентів на чолі з радикально налаштованими ісламськими лідерами захопив штурмом американську амбасаду в Тегерані. «Дельта» негайно отримала завдання на проведення операції з рятування захоплених заручників й розпочала підготовку на спеціально побудованому військовими інженерами макеті посольства на базі ВПС Еглін, штат Флорида.
Тренування виявило труднощі практичного справдження запланованого завдання через його надмірну складність. До того ж план вимагав суворого дотримання графіку застосування вертольотів у нічних умовах із використанням приладів нічного бачення першого покоління.
Перш за все рятувальна команда оперативників «Дельти» повинна була бути перекинута транспортними літаками сил спеціальних операцій С-130 «Геркулес» вночі на віддалений від Тегерану район зосередження в пустелі, а надалі супроводжуватися вертольотами морської піхоти RH-53 «Сі Сталліон», що злітали з американського авіаносця «Німіц», курсуючого в Індійському океані.
Вертольоти з оперативниками «Дельти» та рейнджерами після приземлення у цьому районі підскоку повинні були дозаправитися й злетіти до спеціального прихованого району очікування поблизу Тегерану та ховатися там до наступного вечора.
Далі за планом, у ніч операції, спецназівці «Дельти» вирушатимуть у напрямку захопленого посольства на вантажівках, надалі з ходу захопити комплекс будинків амбасади та звільнити заручників. Потім переміститися із заручниками на футбольний стадіон, де їх усіх підбиратиме загін вертольотів, що перекидає американців до найближчого аеродрому, який своєю чергою повинні захопити рейнджери. Після проведення цього дуже складного комплексу заходів, усі учасники операції евакуюються з цієї авіабази транспортними літаками С-141 «Старліфтер», а десантні вертольоти лишаються на злітно-посадковій смузі та підриваються.
Кінець кінцем 24-25 квітня 1980 року операція була розпочата, але анульована саме через проблеми з вертольотами. Перш за все, частина них постраждала від піщаного шторму. Помилки пілотів, поломки гідравлічної системи літальних апаратів призвели до того, що операція опинилася на межі краху, ще не встигнув розпочатися. Президент США Картер особисто віддав наказ на відміну операції. Під час евакуації сил спецоперацій один з вертольотів зіткнувся з транспортним літаком С-130, що спричинило вибух та паніку серед персоналу. Перша операція Дельти закінчилася загибеллю 8 чоловік — пілотів ВПС та морської піхоти, втратою 5 бойових вертольотів, з яких щонайменш 4 дісталися іранцям непошкодженими та головне були втрачені документи планування операцією, що поставило хрест на подальших можливостях провести другу спробу визволити заручників.

#### Операції в Центральній Америці
За деякими даними, Дельта брала активну участь у бойових діях проти повстанців нікарагуанського національно-визвольного руху «Фронт національного звільнення імені Фарабундо Марті» та надавала допомогу ЦРУ у фінансуванні та підтримки «контрас».

#### Операція «Необхідна лютість»
Наступним випробуванням для спецпідрозділу «Дельта» стало проведення операції «Необхідна лютість» — операція по вторгненню американських збройних сил у Гренаду. Головним завданням для спецназу став штурм в'язниці Річмонд-Хілл та звільнення політичних ув'язнених, що утримувалися в тюрмі. Розташована у високогірній місцевості збудованої в 18-му столітті фортеці, в'язниця з трьох сторін була оточена густими джунглями у й не мала підхідних шляхів, щоб наблизитися до неї. З четвертого боку дорога до тюрми проходила по вузькій стежці. Біля неї не було жодного зручного місця для посадки вертольотів з оперативниками. Фортечна в'язниця знаходилася на одному боці урвистої долини. На вищій точці, що цілковито панувала над долиною, знаходився Форт Фредерік, в якому розташовувався гарнізон гренадської армії, дислокація якого дозволяла прикривати перехресним вогнем з кулеметів усі підходи до дефіле.
На світанку вертольоти з оперативниками влетіли в долину й зависнувши над тюрмою, розпочали спуск підрозділу по мотузках. З виявленням противника гарнізон в'язниці відкрив ураганний вогонь по бойових вертольотах. Незабаром до них приєднався особовий склад, що базувався на Форт Фредерік. За даними свідків з числа цивільного населення, пілотам «Нічних сталкерів» з величезними труднощами вдавалося утримувати свої позиції. Щонайменшу один екіпаж залишив без наказу поле бою й відмовився повернутися назад. Бійці «Дельти», що мали висадитися, звинуватили пілотів у боягузтві, але згодом обвинувачення були зняті.

#### Авіарейс Aeropostal Flight 252
29 липня 1984 року при перельоті з Каракаса на острови Кюрасао терористами був захоплений пасажирський літак DC-9 венесуельської авіакомпанії Aeropostal Alas de Venezuela. Двома днями пізніше венесуельські командос штурмом захопили літак, знищивши бандитів. Фахівці «Дельти» брали участь у підготовці та плануванні спецоперації.

#### Операція «Тінь бандита»
У книзі Марка Баудена, «Вбити Пабло», автор робить припущення, що колумбійського наркобарона Пабло Ескобара міг вбити снайпер «Дельти». Офіційних даних або спростувань з цього приводу не існує й таємна акція приписується секретним службам Колумбії.

#### Операція «Справедлива Справа»
Перед початком операції з вторгнення основних сил компоненту до Панами, низка ключових операцій була проведена силами спеціальних операцій. Так, на «Дельту» покладалося проведення операції «Кислотний гамбіт» зі звільнення американського громадянина Курта Мюса з в'язниці Карсел Модело в Панама-Сіті. Водночас SEAL проводили спеціальну операцію «Вишуканий пакунок».

#### Операції«Щит пустелі»та«Буря в пустелі»
На війну у Перській затоці оперативники були залучені у великій кількості й мали багато специфічних завдань. Зокрема воїни «Дельти» знаходилися в складі команди безпосереднього захисту командувача американськими збройними силами в ході операції генерала Нормана Шварцкопфа. Також на «Дельту», разом з іншими спецпідрозділами, такими як Спеціальна повітряна служба, покладалося завдання пошуку ракетних систем іракців «Скад».

#### Операція «Готичний змій»
Під час проведення миротворчої операції ООН в Сомалі, спецпідрозділ «Дельта» разом з армійськими рейнджерами брав участь у проведенні спеціальної операції під кодовою назвою «Готичний змій». 3 жовтня 1993 бойові команди вирушили в центр Могадишо для захоплення ватажків сомалійського польового командира Фараха Айдіда. Головним завданням для оперативників «Дельти» визначалося захват та супровід основних керівників угруповання Айдіда.
Після того, як два вертольоти MH-60L Blackhawk були збиті вогнем з гранатометів з землі, місія пішла не за планом й як наслідок перетворилася на криваву бійню й закінчилася провалом, спричинивши загибель 5 оперативників «Дельти» (шостий загинув через кілька днів під мінометним обстрілом), 5 пілотів вертольотів та двох солдат зі складу 10-ї гірсько-піхотної дивізії. За даними Айдіда за час боїв загинуло 133 сомалійських бойовика та мирних мешканця; за оцінкою американського посла у Сомалі кількість загиблих становила від 1500 до 2000 чоловік.
1999 письменник Марк Бауден опублікував свою книгу «Падіння „Чорного яструба“: Історія сучасної війни», у якій в хронологічному порядку описав події 3 жовтня 1993 в Могадишо. 2001 на основі даної книги режисер Рідлі Скотт видав кінострічку "Падіння «Чорного яструба».

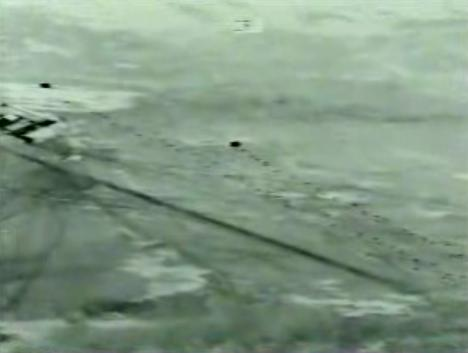
Десантування повітряного десанту в ході операції «Носоріг» (Operation Rhino). Кандагарський аеродром, Афганістан. 19 жовтня 2001

#### Операція «Непохитна свобода»
Спецпідрозділ «Дельта» брав найактивнішу участь на етапі проведення спеціальних операцій проти сил Талібану до початку та під час вторгнення коаліційних сил до Афганістану у 2001 році. На плечі «Дельти» покладалися завдання щодо виявлення, пошуку та захоплення (нейтралізації) найважливіших лідерів Аль-Каїди та Талібану. Однією з таких операцій став спільний повітряний десант сумісно з армійськими рейнджерами 75-го полку з метою захоплення штабу духовного лідера та засновника руху Талібан Мухаммеда Омара в Кандагарі. Хоча місія із захоплення оперативниками Мохаммеда Омара була невдалою, рейнджерам вдалося захопити важливий об'єкт — аеродром.
Протягом усього збройного конфлікту, «Дельта» разом з іншими силовими спецпідрозділами виконувала й продовжує виконувати завдання з нейтралізації найодіозніших лідерів моджахедів.

#### Операція «Свобода Іраку»
«Дельта» виконувала завдання операції по вторгненню в Ірак з самого початку у 2003 році. Оперативники «Дельти» відіграли значну роль у захопленні Багдада, наведенні авіаударів, порушенні діяльності іракської військової та державної системи управління. Спецпідрозділ брав участь в облозі Мосула, коли сини іракського диктатора Удай та Кусей Хуссейни були знищені, а незабаром й сам Президент Саддам Хусейн був захоплений у полон.